# 斎木伸生
斎木 伸生（さいき のぶお、1960年（昭和35年）12月5日 - ）は、日本の国際政治学者、戦史研究家、国際政治評論家、軍事評論家。
専門は、ソ連・フィンランド関係およびフィンランドの安全保障政策。経済学士、法学修士。

## 来歴
東京都足立区出身。早稲田大学政治経済学部卒業。同大学院法学研究科修士課程修了、博士課程中退。

## 著作

### 書籍

#### 著書
- 『W.W.2戦車隊エース』光栄、1996年11月。ISBN 9784877193843。
- 『図解・ソ連戦車軍団』上田信画、並木書房、1998年2月。ISBN 9784890630882。
- 『異形戦車ものしり大百科 ビジュアル戦車発達史』光人社、1998年6月。ISBN 9784769808435。
  - 『異形戦車ものしり大百科 ビジュアル戦車発達史』（新装版）光人社、2011年7月。ISBN 9784769814993。
- 『ドイツ戦車発達史 戦車ものしり大百科』光人社、1999年9月。ISBN 9784769809319。
  - 『ドイツ戦車発達史 戦車ものしり大百科』（新装版）潮書房光人社、2012年10月。ISBN 9784769815310。
- 『欧州火薬庫潜入レポート』アリアドネ企画、1999年11月。ISBN 9784384024739。
- 『タンクバトル』 1巻、光人社、2001年3月。ISBN 9784769809913。
  - 『タンクバトル』 2巻、光人社、2002年4月。ISBN 9784769810469。
  - 『タンクバトル』 3巻、光人社、2005年2月。ISBN 9784769812777。
  - 『タンクバトル』 4巻、光人社、2008年9月。ISBN 9784769814061。
  - 『タンクバトル』 5巻、光人社、2009年12月。ISBN 9784769814511。
  - 『西方電撃戦 タンクバトル1』潮書房光人社〈光人社NF文庫〉、2013年12月。ISBN 9784769828136。
  - 『エル・アラメインの決戦 タンクバトル2』潮書房光人社〈光人社NF文庫〉、2014年3月。ISBN 9784769828259。
  - 『スターリングラード攻防戦 タンクバトル3』潮書房光人社〈光人社NF文庫〉、2014年6月。ISBN 9784769828372。
  - 『東部戦線の激闘 タンクバトル4』潮書房光人社〈光人社NF文庫〉、2014年10月。ISBN 9784769828532。
  - 『ノルマンディー戦車戦 タンクバトル5』潮書房光人社〈光人社NF文庫〉、2015年5月。ISBN 9784769828884。
- 『世界の無名戦車』アリアドネ企画、2002年1月。ISBN 9784384026757。
- 『世界の軍事要塞』アリアドネ企画、2002年9月。ISBN 9784384029178。
- 『徹底解説最強戦車対決』アリアドネ企画、2003年12月。ISBN 9784384030655。
- 『徹底解説世界最強7大戦車』アリアドネ企画、2004年2月。ISBN 9784384030921。
- 『学校で教えない現代の戦車と戦闘車両』並木書房、2005年2月。ISBN 9784890631810。
- 『戦車謎解き大百科』光人社、2005年6月。ISBN 9784769812494。
- 『フィンランド軍入門 極北の戦場を制した叙事詩の勇者たち』イカロス出版〈ミリタリー選書 23〉、2007年8月。ISBN 9784871499835。
- 『ヒトラー戦跡紀行 いまこそ訪ねよう第三帝国の戦争遺跡』光人社、2011年3月。ISBN 9784769814924。
- 『ドイツ戦車博物館めぐり』潮書房光人社、2013年5月。ISBN 9784769815433。
- 『図解戦車の秘密 戦車のことがもっと好きになる！』PHP研究所、2013年7月。ISBN 9784569812526。
- 『図解軍艦の秘密 わかりやすい！楽しく読める！』PHP研究所、2014年2月。ISBN 9784569815558。
- 『冬戦争』イカロス出版、2014年2月。ISBN 9784863208322。
- 『世界の海戦史 洋上に轟く巨砲―戦艦たちの時代』イカロス出版、2015年6月。ISBN 9784802200394。
- 『写真集 BT-42突撃砲〈完全版〉』イカロス出版、2017年11月。ISBN 9784802204620。
- 『写真集 ソミュールのフランス戦車〈完全版〉』イカロス出版、2018年11月。ISBN 9784802206235。
- 『写真集 ソミュールのドイツ戦車』イカロス出版、2019年6月。ISBN 9784802207225。

#### 共著
- 斎木伸生、佐原晃、高貫布士、林譲治、池上隆之、サトウユウ『W.W.2エースパイロット』光栄、1996年4月。ISBN 9784877193362。
- 斎木伸生、大久保義信、世良光弘、菓子尾智彦『世界のPKO部隊』アリアドネ企画、2000年6月。ISBN 9784384025255。
- 斎木伸生、高貫布士、田村尚也『図解雑学自衛隊』ナツメ社、2004年10月。ISBN 9784816337833。
- 斎木伸生、大久保義信、あかぎひろゆき『歩兵装備完全ファイル』笠倉出版社〈万物図鑑シリーズ〉、2014年12月。ISBN 9784773087451。
- 斎木伸生、白石光、瀬戸利春、田村尚也、宮永忠将、吉川和篤『WW2イギリス・フランス・イタリア・フィンランド・ハンガリーの戦車』イカロス出版、2018年3月。ISBN 9784802205047。

#### 訳書
- ブライアン・ペレット『4号中戦車 1936-1945』大日本絵画〈オスプレイ・ミリタリー・シリーズ〉、2001年12月。ISBN 9784499227605。
- ヒラリー・ドイル、トム・イェンツ『38式軽駆逐戦車ヘッツァー 1944-1945』大日本絵画〈オスプレイ・ミリタリー・シリーズ〉、2002年4月。ISBN 9784499227803。
- カリ・クーセラ『フィンランドのドイツ戦車隊』大日本絵画、2002年6月。ISBN 9784499227711。
- ヒラリー・ドイル、トム・イェンツ『3号突撃砲長砲身型&4号突撃砲 1942-1945』大日本絵画〈オスプレイ・ミリタリー・シリーズ〉、2002年10月。ISBN 9784499227896。
- ブライアン・ペレット『ドイツ軍軽戦車 1932-1942』大日本絵画〈オスプレイ・ミリタリー・シリーズ〉、2002年12月。ISBN 9784499227940。
- カリ・ステンマン、カレヴィ・ケスキネン『第2飛行団戦闘機写真集 LeR 2』大日本絵画〈フィンランド航空戦史 1〉、2003年3月。ISBN 9784499228121。
- ブライアン・ペレット『ドイツ軍装甲車両と偵察用ハーフトラック 1939-1945』大日本絵画、2003年4月。ISBN 9784499228039。
- カリ・ステンマン、カレヴィ・ケスキネン『フィンランド空軍第24戦隊』大日本絵画、2005年3月。ISBN 9784499228596。
- ゴードン・L.ロトマン『太平洋戦争の日本軍防御陣地 1941-1945』大日本絵画、2006年5月。ISBN 9784499229111。
- ダグラス・E.ナッシュ『チェルカッシィ包囲突破戦 東部戦線、極寒の悪夢』 上巻、大日本絵画、2007年10月。ISBN 9784499229487。
  - ダグラス・E.ナッシュ『チェルカッシィ包囲突破戦 東部戦線、極寒の悪夢』 下巻、大日本絵画、2008年1月。ISBN 9784499229494。

#### 監修
- 米陸軍省 著、菅原完 訳『日本陸軍便覧 米陸軍省テクニカル・マニュアル1944』岩堂憲人・熊谷直・斎木伸生監修、光人社、1998年4月。ISBN 9784769808336。
- ヒラリー・ドイル、トム・イェンツ 著、菊川由美 訳『パンター戦車と派生型 1942-1945』大日本絵画〈オスプレイ・ミリタリー・シリーズ〉、2001年10月。ISBN 9784499227582。
- マクシム・コロミーエツ 著、小松徳仁 訳『クルスクのパンター 新型戦車の初陣、その隠された記録』大日本絵画〈独ソ戦車戦シリーズ 1〉、2003年7月。ISBN 9784499228138。
- マクシム・コロミーエツ、ミハイル・マカーロフ 著、小松徳仁 訳『バルバロッサのプレリュード ドイツ軍奇襲成功の裏面・もうひとつの史実』大日本絵画〈独ソ戦車戦シリーズ 2〉、2003年9月。ISBN 9784499228145。
- マクシム・コロミーエツ 著、小松徳仁 訳『ハリコフ攻防戦 1942年5月死の瀬戸際で達成された勝利』大日本絵画〈独ソ戦車戦シリーズ 3〉、2003年11月。ISBN 9784499228299。
- ジャン・ルスタン、N.モレル 著、山野治夫 訳『クルスクの戦い 戦場写真集南部戦区1943年7月』大日本絵画、2004年1月。ISBN 9784499228336。
- マクシム・コロミーエツ 著、小松徳仁 訳『モスクワ防衛線 「赤い首都」郊外におけるドイツ電撃戦の挫折』大日本絵画〈独ソ戦車戦シリーズ 4〉、2004年4月。ISBN 9784499228329。
- J.ルスタン、N.モレル 著、山野治夫 訳『第10戦車師団戦場写真集 東部および西部戦線、アフリカ戦線1939-1943年』大日本絵画、2004年5月。ISBN 9784499228411。
- マクシム・コロミーエツ、ユーリー・スパシブーホフ 著、小松徳仁 訳『カフカスの防衛 「エーデルヴァイス作戦」ドイツ軍、油田地帯へ』大日本絵画〈独ソ戦車戦シリーズ 5〉、2004年8月。ISBN 9784499228442。
- マクシム・コロミーエツ、アレクサンドル・スミルノーフ 著、小松徳仁 訳『ドン河の戦い スターリングラードへの血路はいかにして開かれたか？』大日本絵画〈独ソ戦車戦シリーズ 6〉、2004年10月。ISBN 9784499228558。
- 『世界の「戦車」がよくわかる本 Mk.1からティーガー、パットン、90式戦車まで』PHP研究所〈PHP文庫〉、2009年10月。ISBN 9784569673387。

### 論文
- 「フィンランドの国連平和維持活動――安全保障政策の一環として」『早稲田大学大学院法研論集』第67号、早稲田大学大学院法学研究科、1993年9月、83-109頁。
- 「フィンランド安全保障政策における国防要素の発展とその役割に関する再検討」『早稲田大学大学院法研論集』第72号、早稲田大学大学院法学研究科、1995年2月、115-139頁。